# مجید بهرامی
سید مجید بهرامی (۱ فروردین ۱۳۵۶ – ۲۴ آبان ۱۳۹۳)، بازیگر تئاتر و سینمای اهل ایران بود. او در فیلم‌هایی چون بدرود بغداد، گیلانه، دانه‌های ریز برف و تئاتر سیاها، خانه‌ای در گذشتهٔ ما، عشق آباد و عجایب المخلوقات ایفای نقش کرد.

## مرگ
سید مجید بهرامی در دههٔ چهارم زندگی‌اش به یکباره با بیماری سرطان مواجه شد و برای درمان آن قصد سفر به کشور آلمان نمود. به همین منظور خانه هنرمندان ایران و انجمن عکاسان تئاتر، نخستین اکسپو عکس تئاتر ایران را برگزار کردند که درآمد حاصل از فروش این اکسپو به درمان سرطان مجید بهرامی اختصاص داده شد. وی چند سالی را در جدال با این بیماری گذراند که عاقبت در روز شنبه ۲۴ آبان‌ماه ۱۳۹۳ و در حالی‌که ۳۷ سال داشت، در بیمارستان پارس تهران درگذشت.

## حواشی
زهرا امیرابراهیمی، مجید بهرامی را عامل توزیع فیلم خصوصی معاشقه‌اش با شهریار شهامت معرفی کرد که باعث طرد امیرابراهیمی از سینمای ایران و مهاجرت وی به خارج از کشور شد. همچنین این موضوع از اتفاقات منجر به فیلترینگ دائمی یوتیوب در ایران شد.
امیرابراهیمی در آذرماه ۱۳۹۸ و پس از ۱۲ سال در گفتگویی تلویزیونی با سینا ولی‌الله در شبکهٔ ام‌بی‌سی پرشیا در رابطه با انتشار فیلم خصوصی خود گفت: ابتدا به دوست‌پسرش که در این فیلم بوده شک کرده بود اما یک‌سال بعد از انتشار فیلم مشخص شده که فیلم را مجید بهرامی پخش کرده‌ بود. او مدعی شد که بهرامی به این اتهام به ۶ ماه و به اتهام کارهای مشابه به ۶ سال حبس محکوم شده‌ است اما پس از سپری کردن دوره‌ای چندماهه از زندان آزاد شده‌ است.
امیر ابراهیمی در ادامه گفت: براساس حکم دادگاه عمومی جزایی تهران در اسفندماه ۱۳۸۶ بهرامی اقرار کرده زمانی که امیرابراهیمی در مدتی که در منزل خواهر مرد حاضر در فیلم زندگی می‌کرده در یک مهمانی در آن خانه شرکت نموده است. بهرامی در این مهمانی فایل ویدئو را روی کامپیوتر شخصی امیرابراهیمی پیدا می‌کند و آن را روی یک سی‌دی ذخیره می‌کند و مخفیانه با خود می‌برد.
مجید بهرامی در سال ۱۳۸۶ به جرم «انتشار فیلم مستهجن و خصوصی زهرا امیرابراهیمی و شهریار شهامت» به یک سال حبس، جریمه نقدی و تحمل ۷۴ ضربه شلاق و به «جرم تشویق به فساد و فحشا و فراهم کردن موجبات آن» به تحمل ۵ سال حبس محکوم شد.

## آثار

### فیلم سینمایی
- بدرود بغداد
- دانه‌های ریز برف (۱۳۸۲)
- گیلانه (۱۳۸۳)

### تلویزیونی
- یادداشت‌های کودکی (۱۳۸۰)
- پایتخت ۲(۱۳۸۹)

### تئاتر
- سیاه‌ها
- عشق‌آباد
- خانه‌ای در گذشته ما
- عجایب المخلوقات